# Виборча Акція поляків Литви - Спілка християнських родин
Виборча Акція поляків Литви — Спілка християнських родин (лит. Lietuvos lenkų rinkimų akcija – Krikščioniškų šeimų sąjunga, LLRA-KŠS, пол. Akcja Wyborcza Polaków na Litwie – Związek Chrześcijańskich Rodzin, AWPL) — політична партія Литви. 
Заснована у 1994, лідер — Вальдемар Томашевський. 
До 2016 року назва — Виборча Акція поляків Литви.
У 2000 на виборах сейму ВАПЛ набрала 1,95 % голосів і 2 місця за одномандатними округами. На місцевих виборах 2002 отримала 50 мандатів.
У 2004 на виборах до Європарламенту набрала 5,71 % і не отримавши жодного місця. 
На виборах Сейму у 2004 набрала 3,79 % голосів (у складі списку були також представники СРЛ), два мандати по одномандатних округах.
На місцевих виборах 2007 отримала по Литві 53 мандати. 
У 2008 на виборах Сейму отримала 4,79 % голосів і три мандати по одномандатних округах.
На виборах до Європарламенту 7 червня 2009 за списоком Виборчої акції поляків Литви проголосувало 8,22 % виборників, що забезпечило цьому списку одне місце.
У 2011 отримала на місцевих виборах 11 мандатів із 51-го у Вільнюсі, 22 з 25-ти у Шальчинінкському районі, 19 з 27-ми у Вільнюському районі, 5 з 25-ти у Тракайському. В цілому по країні блок ВАПЛ отримав 61 місце.

## Список депутатів Сейму від партії

### Парламентські вибори 1996 року
По одномандатних округах: Габріель Ян Мінцевич. На довиборах 1997 року в Сейм пройшов також і Ян Сенкевич.

### Парламентські вибори 2000 року
По одномандатних округах: Вальдемар Томашевський і Габріель Ян Мінцевич.

### Парламентські вибори 2004 року
По одномандатних округах: Вальдемар Томашевський і Леокадія Почіковська. Союз росіян Литви співпрацював з партією на виборах, проведених в рамках загального списку в 2004 році.

### Парламентські вибори 2008 року
По одномандатних округах: Вальдемар Томашевський, Михайло Мацкевич і Ярослав Наркевич.

### Парламентські вибори 2012 року
По партійному списку: Ванда Кравчонок, Юзеф Квятковський, Збігнєв Едзинський, Михайло Мацкевич та Ірина Розова.
По одномандатних округах: Леонард Талмонт, Ріта Тамашунене і Ярослав Наркевич.
Ці вибори стали переламними для партії, оскільки ВАПЛ вперше в історії Литви у 2012 році, подолала 5%-ий бар'єр (5,83 %), увійшовши до сейму і створивши парламентську фракцію.

### Парламентські вибори 2016 року
На виборах 2016 року польська партія, як стверджує ВА REGNUM — всупереч прогнозам, знову зуміла подолати 5%-ий бар'єр  при явці менше 50 %.[неавторитетне джерело]
Керівник: Вальдемар Томашевський. 
Партія отримала вісім мандатів у парламенті, набрала 5,49 % або 69,79 тисяч голосів по загальнонаціональним округом і виграла вибори в одномандатних округах 57. Medininkų, 56. Šalčininkų-Vilniaus і 55. Nemenčinės.
По партійному списку: Ванда Кравчонок, Ярослав Наркевич, Збігнєв Едзинський, Михайло Мацкевич та Ірина Розова.
По одномандатних округах: Леонард Талмонт, Ріта Тамашунене та Чеслав Ольшевський.

## Критика
Партія зазнала критики з боку деяких польських політиків за підтримку та зв'язки з російськими політиками.